# Deraeocoris appalachianus
Deraeocoris appalachianus är en insektsart som beskrevs av Knight 1921. Deraeocoris appalachianus ingår i släktet Deraeocoris och familjen ängsskinnbaggar. Inga underarter finns listade i Catalogue of Life.